# Країна свят
«Країна свят» (англ. Holiday Land) —  американський анімаційний короткометражний мультфільм 1934 року Чарльза Мінтца. Мультфільм був номінований на премію «Оскар» за найкращий анімаційний короткометражний фільм.

## Сюжет
Скреппі страшенно не любить школу і з нетерпінням рахує дні до довгоочікуваний канікул. І ось видніється довгоочікуваний день, але батько везе з собою Скреппі на власні канікули, влаштовуючи з ним по черзі Різдво, Новий Рік, Великдень і навіть День Подяки.